# Dana Powell
Dana Powell (Missouri, EEUU, 1974) és una actriu nord-americana coneguda per interpretar a Pam Tucker, la germana de Cam, a Modern Family (2013-2019).
El paper més conegut de Powell és Pameron "Pam" Tucker, la germana del personatge principal Cameron "Cam" Tucker (Eric Stonestreet), a la comèdia d'ABC Modern Family. Va aparèixer per primera vegada a l'episodi de la cinquena temporada " Farm Strong " el 2013, va tornar per 14 episodis en total. Powell coneixia a Stonestreet dels seus dies de comèdia d'improvisació i el considerava el seu "germà gran no oficial a la vida real".
Powell està casat amb Dan Tipton, que va treballar com a supervisor de producció per a Modern Family. Es van conèixer a l'estat de Missouri, i poc després de graduar-se la va convidar a traslladar-se a Los Angeles. Tenen un fill.